# Abbath (zespół muzyczny)
Abbath – norweski zespół muzyczny wykonujący black metal. Powstał w 2015 roku w Bergen z inicjatywy gitarzysty Olve "Abbatha" Eikemo, byłego członka formacji Immortal. Muzyk do współpracy zaprosił basistę Toma "King Ov Hell" Cato Visnesa, znanego m.in. z występów w zespole Gorgoroth oraz perkusistę Kevina "Creature" Foleya, mającego w dorobku współpracę z takimi zespołami jak Decapitated, Sepultura, czy Sabaton. Początkowo jako perkusista Abbath zaanonsowany został Baard Kolstad, członek grup Borknagar i Leprous. Jednakże z niepodanych do publicznej wiadomości przyczyn funkcję perkusisty objął Foley. Koncertowy skład formacji uzupełnił ponadto gitarzysta Per Valla, członek grupy Vredehammer.
27 czerwca 2015 roku zespół po raz pierwszy dał koncert. Muzycy wystąpili w ramach Tuska Open Air Metal Festival w Finlandii. Grupa wykonała piosenki z repertuaru zespołów Immortal, I oraz jeden autorski utwór. 10 grudnia tego samego ukazał się pierwszy singel zespołu zatytułowany Count the Dead. Materiał, wydany na 7" płycie winylowej oraz w formie digital download trafił do sprzedaży nakładem wytwórni muzycznej Season of Mist. Również w grudniu z zespołu odszedł perkusista Kevin "Creature" Foley. W jego miejsce, jako muzyk koncertowy zespół przyjął Gabea Seebera, członka zespołu The Kennedy Veil. Wkrótce potem ze współpracy z zespołem zrezygnował muzyk koncertowy Per Valla.

## Muzycy
| Obecny skład zespołu - Olve "Abbath" Eikemo - gitara elektryczna, wokal prowadzący (od 2015) - Tom "King Ov Hell" Cato Visnes - gitara basowa (od 2015) Byli członkowie zespołu - Kevin "Creature" Foley - perkusja (2015) |  | Obecni muzycy koncertowi - Rusty Cornell - gitara basowa (od 2016) - Ole André Farstad - gitara elektryczna (od 2016) Byli muzycy koncertowi - Per Valla - gitara elektryczna (2015) - Gabe Seeber - perkusja (2015-2016) |

## Dyskografia
Albumy studyjne
| Tytuł  | Dane dot. albumu                                                                      | Pozycja na liście | Pozycja na liście | Pozycja na liście | Pozycja na liście | Pozycja na liście | Pozycja na liście | Pozycja na liście | Pozycja na liście | Sprzedaż         |
| Tytuł  | Dane dot. albumu                                                                      | FIN               | AUT               | GER               | SWE               | NLD               | FRA               | BEL (FL)          | BEL (WA)          | Sprzedaż         |
| ------ | ------------------------------------------------------------------------------------- | ----------------- | ----------------- | ----------------- | ----------------- | ----------------- | ----------------- | ----------------- | ----------------- | ---------------- |
| Abbath | - Data: 22 stycznia 2016 - Wydawca: Season of Mist - Format: CD, LP, digital download | 33                | 35                | 38                | 49                | 85                | 171               | 70                | 156               | - USA: 3,6 tys.+ |

Single
| Tytuł          | Dane dot. albumu                                                                 |
| -------------- | -------------------------------------------------------------------------------- |
| Count the Dead | - Data: 10 grudnia 2015 - Wydawca: Season of Mist - Format: LP, digital download |

## Teledyski
| Tytuł                          | Rok  | Reżyseria    | Album  | Źródło |
| ------------------------------ | ---- | ------------ | ------ | ------ |
| "Nebular Ravens Winter (live)" | 2015 | Fraser West  | —      | [ 20 ] |
| "Warriors (live)"              | 2015 | Fraser West  | —      | [ 21 ] |
| "Fenrir Hunts (live)"          | 2015 | Fraser West  | —      | [ 22 ] |
| "Winterbane"                   | 2016 | Jon Simvonis | Abbath | [ 23 ] |

## Nagrody i wyróżnienia
| Rok  | Kategoria  | Tytułem | Nagroda             | Nota      | Źródło |
| ---- | ---------- | ------- | ------------------- | --------- | ------ |
| 2016 | Best Debut | Abbath  | Metal Hammer Awards | Laur      | [ 24 ] |
| 2017 | Metal      | Abbath  | Spellemannprisen    | Nominacja | [ 25 ] |